# Імперія Ахеменідів
Імпе́рія Ахемені́дів (перс.: هخامنشیان‎  МФА: [haχɒmaneʃijɒn]) — стародавня держава VI — IV ст. до н. е. в Азії, створена перською династією Ахеменідів, перша з перських імперій.

## Початок,експансіята загибель імперії Ахеменідів
- Династія Ахеменідів веде початок від Ахемена, вождя союзу перських племен, син якого Теісп 643 року до н.е. заснував Перське царство. Нащадок Теіспа Кір Великий, що правив (558—530) в Парсі і Аншані (Півн. Елам), заснував величезну Перську імперію, що об'єднала більшість країн Близького і Середнього Сходу.
- 550—549 до н. е. була захоплена Мідія, протягом подальших трьох років були завойовані країни, що входили до складу колишньої Мідійської держави.
- 549/548 до н. е. захоплено Елам, повалено останнього царя Халкаташа.
- 547 до н. е. Кілікія без спротиву підкорилася. Її правитель Сіеннесіс II отримав фактично автономний статус.
- 546 до н. е. — захоплення Лідії, Лікії і грецьких міст Малої Азії.
- Між 545 і 539 до н. е. — захоплення значної частини Середньої Азії. Було підкорено Бактрійське кавійство, що володіло власне бактрією, Маргіаною і частиною Согдіани.
- 12 жовтня 539 до н. е. — захоплений Вавилон, Кір Великий коронований як вавилонський цар.
- 530—529 до н. е. — похід проти сакско-массагетських скіфських племен Середньої Азії.
- 525 до н. е. — перський цар Камбіз захоплює Стародавній Єгипет після битви при Пелусії.
- 522 до н. е. — невдала змова магів на чолі зі Смердісом (Гауматою). Придушення змови Дарієм I, сином Гістаспа (Віштаспа), що убив Гаумату 29 вересня 522 до н. е. Початок панування Дарія I. Перенесення столиці в новозбудоване місто Персеполіс.
- 521 до н. е. — придушення Дарієм і його воєначальником Інтіферном вавилонського заколоту, на чолі якого є самозванці, що видають себе за Навуходоносорів, — спочатку Нідінту-Бел (відомий як Навуходоносор III), потім вірменин Арахі (Навуходоносор IV). Після цього було пригнічено декілька повстань в провінції, які підняли інші претенденти на трон. Дарій I остаточно приходить до влади і на згадку про ці події встановлює Бехістунський напис. [Архівовано 3 червня 2013 у Wayback Machine.]
- 521—486 до н. е. — правління в Персії Дарія I. Для зміцнення своєї влади, Дарій I будує нову столицю Парсу, відому грекам як Персеполіс («Місто Персів»), що стала четвертою резиденцією поряд з Пасаргадами, Екбатанами і Сузами, і збільшує число своєї особистої варти, «Безсмертних», що перетворилися на 10-тисячну гвардію. Хоча Дарій підсилив і розширив завоювання своїх предків, але залишив слід в перській історії саме як адміністратор.
- між 519 і 512 до н. е. — захоплені острови Егейського моря, Фракія, Македонія і північно-західна частина Індії.
- 512 до н. е. — адміністративна реформа: разділ імперії на сатрапії на чолі з сатрапами, кількість яких в різні часи коливалося в межах 20-24 сатрапій.
- 511 до н. е. — підкорення Фракії.
- 500—494 до н. е. — заколот грецьких колоністів в Іонії на чолі з Арістагором Мілетським проти перського панування, підтримане двома полісами материкової Греції — Афінами і Еретрією водночас використане персами як привід для війни з еллінами. Спочатку повсталим мешканцям Мілета вдається розгорнути наступ на Сарди, проте незабаром вони втрачають ініціативу і відходять до Ефеса, а вже в 497 до н. е. перси приступають до розгрому повстання в Іонії, в 496 до н. е. Дарий I знищує повсталий Мілет, а його населення виселяє в Месопотамію, а в 494—493 роках до н. е. він остаточно розправляється з повстанням грецьких колоній в Іонії.
- 490 до н. е. — Марафонська битва. Поразка персів від грецької армії Мільтіада.
- 484 і 482 до н. е. — повстання проти перської влади в Вавилоні. Царем Вавилону проголошений Шамаш-Ерібу, проте незабаром повстання придушене перською армією, перси вивозять з Вавилону ідол Бела-Мардука, ліквідують автономію Вавилонії і вавилонське громадянство.
- 480 до н. е. — вторгнення в Грецію армій Ксеркса. Ця кампанія відома, перш за все, битвами при Фермопілах, при Саламіні та при Платеях, що показали перевагу грецької демократії і героїзм воїнів Еллади.
- 404 до н. е. — відокремлення Єгипту від Перської імперії і відновлення незалежності з корінними фараонами XXIX династії (404—343 до н. е.).
- 401—400 до н. е. — династична боротьба в Перській імперії між царем Артаксерксом II Мнемоном і претендентом на перський трон — братом Артаксеркса, вихованим у грецьких традиціях Кіром Молодшим, що мав у розпорядженні грецьких найманців на чолі з Клеархом. Поразка Кіра Молодшого в битві при Кунаксі ще сильніше поглибили кризу.
- В 334 до н. е. македонський цар Александр Великий вторгся на територію держави Ахеменідів. Цар Дарій III став зазнавати поразок.
- В 331 до н. е. відбулася вирішальна битва при Гавгамелах, невдовзі після якої Перська держава припинила своє існування, а провінції та народи колишньої імперії були підкорені Александром Великим.

## Управління
Столицями були Персеполіс (осіння столиця), Пасаргади (церемоніальний і релігійний центр), Вавилон (весняна столиця), Сузи (зимова столиця) та Екбатана (літня столиця). Площа імперії на піку свого розвитку становила близько 8 млн км² і поширювалася на три континенти.
В основі державного управління знаходилися принципи універсализму царської влади, просторова протяжність (від моря до моря, від пустелі до пустелі), каталогизація імперії (кордони, орієнтація за боками світу, перелік провінцій
На чолі стояв цар царів з династії Ахеменідів. Йому належала вища політична, військова і судова влада. Йому допомагали радники і почт з представників родини та вищої перської знаті. Останніх називали бандака (послідовники). На чолі усіх чиновників (царської канцелярії) стояв хазарпат (азабарит), який водночас був очільником царської гвардії (першої тисячі «безсмертних»), займався церемоніалом і контролював царські аудієнції. У пізній період запроваджено другу посаду хазарпата, що очолював елітну кінноту, що складалася з родичів царя. З часів Дарія I призначали офіційного спадкоємця трону (пассатанум). З часом значного впливу на політику та управління набули царські євнухи. 
Цар розглядав лише найскладніші судові випадки та випадки за участю знаті й членів правлячої династії. Цар був в уявленнях сучасників захисником істини (арта) та ворогом брехні (друдж). Іншими судовими питаннями опікувався датабар (головний суддя).
Цареві допомогали «очі та вуха царя» (на кшталт інспекторів), що подорожували імперією та повідомляли про стан справ на місцях. При цьому місцеві чиновники на місцях щорічно відправляли звіти. Для покращення надання інформації до столиці й від царя царів до чиновників Кір II створив інноваційну поштову систему по всій імперії, що базувалася на кількох поштових станціях, які звалися чапар-хане. Естафети кінних кур'єрів (ангаріїв) могли досягати найвіддаленіших районів за 15 днів.
Мовою, на яких стадалися державні та чиновниці бюрократичні тексти (у вигляді клинописів), до 458 року до н.е була переважно еламська, потім — на вавилонському діалекті аккадської мови та частково арамейською мовою. У VI-V ст. до н. перська адміністрація користувалася еламським письмом і мовою для діловодства, у Персеполісі було знайдено багато тисяч господарських і адміністративних документів царського двору, складених еламськими переписувачами. Втім з часів Дарія I арамейська мова стала загальнодержавною мовою адміністративної системи. Давньоперська мова при складані звітів, дописів державних управлінців майже не використовувалася. З часів Артаксеркса II використання давньоперської мови покращилося. З правління царя Артаксерка III адміністративне листування Ахеменідів також частково велося грецькою мовою, що робило її широко використовуваною бюрократичною мовою.
Цар царів обдаровував своїх підданих подарунками як заохочення за хорошу службу чи особливі досягнення
(порятунок життя царя або його родича, захист довірених територій, здійснення подвигу у присутності царя). До царських подарунків належали коштовний перський одягу; коштовності (царська золота вуздечка, золоті браслети, намиста, мечі-акінакі, геми, персні, торевтика); монети
(золоті дарики); землі (нагороджені земельними наділами називалися «оросангами»); призначення на високі посади при дворі; право називатися «другом» або «співтрапезником» монарха; а також дозвіл на шлюб із дочкою царя царів (без прав на трон).

### Адміністративний поділ

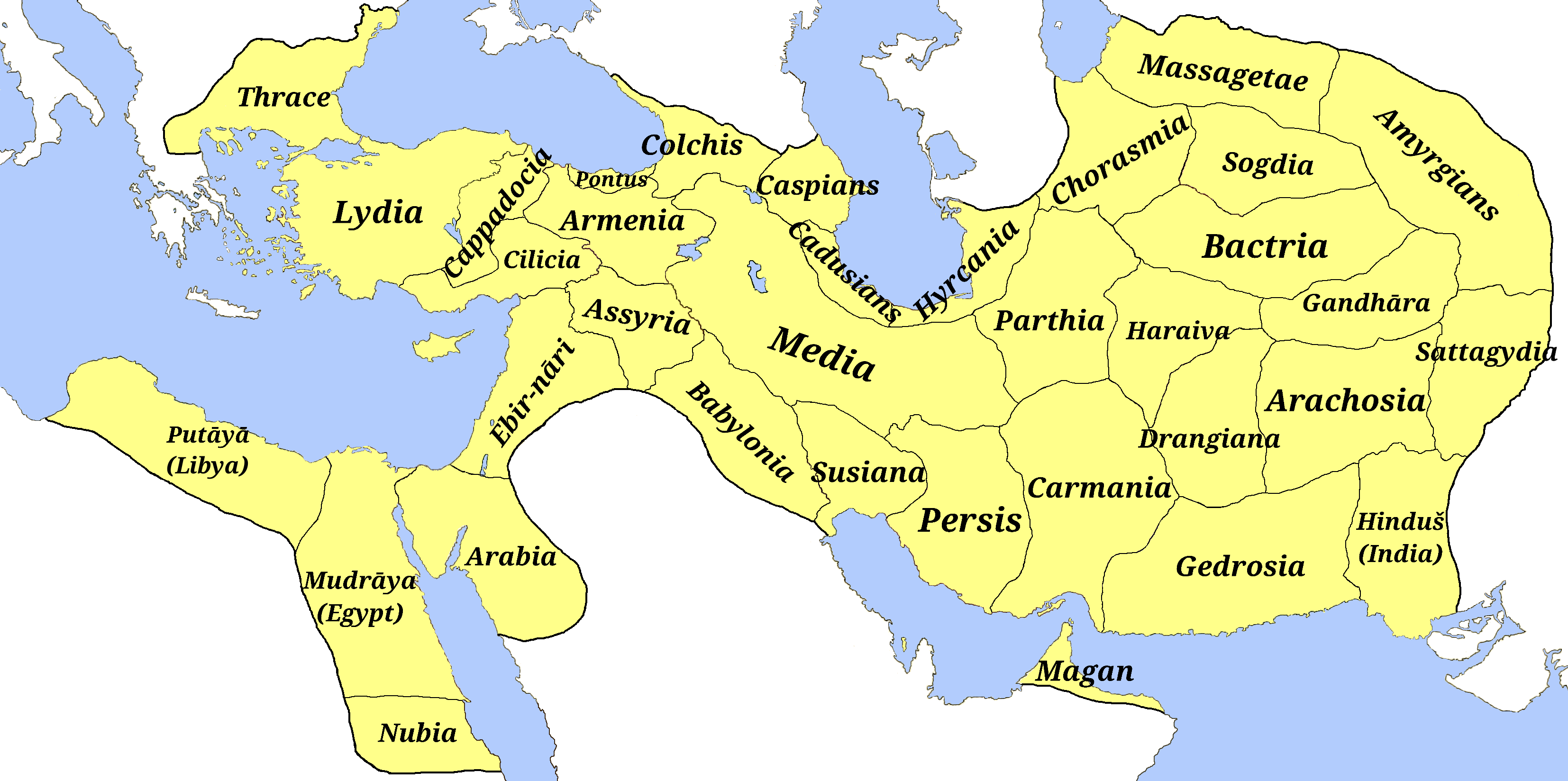
Сатрапії імперії Ахеменідів

Територія Перської імперії при Ахеменідах охоплювала території від Греції і Лівії до Індії. Держава була розділена на 20 військово-адміністративних округів (сатрапій), на чолі яких стояли спеціальні чиновники (сатрапи), яких призначали з представників перської та мідійської знаті. В часи розквіту імперії скількість сатрапів сягала 30. Згідно з Бехістунським написом, за часів правління Дарія I було 23 сатрапії: Парса (Персія), Увая (Елам), Бабір (Вавилонія), Атура (Ассирія і Арам), Арабая (Аравія), Мудрая (Єгипет), Скудра (Фракія), Спарда (Лідія), Янна (Іонія), Мада (Мідія), Арміна (Вірменія Магна), Катпатука (Каппадокія), Партава (Парфія), Зрака (Дрангіана), Харайва (Арея), Уварізмій (Хорезм), Бакстріс (Бактрія), Сугунда (Согдіана), Гадара (Гандхара), Сака (Скіфія), Татаг (Саттагідія), Харауватис (Арахозія) та Мака. Потім додалася ще сатрапія —Гелеспонтська Фригія, яку було виокремлено зі Спарди.
З часом навіть утворили династії, що панували у певних сатрапіях: Кілікії (Сіеннесіс ), Карії (Адусіди, Гекатомниди), Лікії (Гарпагиди), Каппадокії (Отаніди), Пафлагонії (Кориліди), Вірменії (Гідарниди, Оронтиди), Геллеспонтської Фригії (Фарнакиди), Атура (Белшуну). Протягом тривалого часу сатрапами Лідії були нащадки Артаферна, брата Дарія I.
Сатрапії в свою чергу були великими (поєднували декілько колишніх царств) й основними (в межах захопленого царства). Сатрапії поділялися на фратари (на кшталт округу), на чолі яких стояли фратараки. На чолі міст та великих селищ в сатрапіях були пекіди, що підпорядковувалися фратараку.

## Правництво
Джерелом права в імперії був цар царів. Кожен з правителів Ахеменідів ухвалював важливі закони. Кир II та Дарій I є найвідомішими законодавцями, які заборонили рабство та примусову працю серед персів та мідійців, визнали права людей на життя, власність, роботу та заробітну плату. Кир II гарантував свободу віросповідання, вільне дотримання традицій та вільне пересування. Дарій I оприлюднив божественні закони, які стосувалися зороастризму.
Разом з тим зберігалися правові традиції підкорених народів. Найвищого розвитку досягає вавилонське право, яке стає взірцем для правових систем інших регіонів імперії, хоча й зазнала певного впливу перських звичаєвих правових норм та термінології.

## Економіка
Перська монархія не мала єдиної економічної бази і була військово-адміністративним об'єднанням — конгломератом держав, племен і народностей, кожна з яких під владою перських царів продовжувала жити своїм власним життям, відмінним від життя своїх сусідів. Переважно політика персів зводилася в прагненні забезпечити справну виплату підкореними народами податків до царської скарбниці.
Кожна сатрапії являла собою особливу податкову одиницю. Геродот надав докладний перелік цих податкових округів. Наприклад, перший з них, куди входили іоняни, карійці, мідяни, памфіли і інші народи, які населяють західну частину Малої Азії, платили податки в розмірі 400 талантів срібла. Азійські фракійці — 500 талантів, кілікійці — 500 талантів і 360 білих коней, з яких 140 талантів витрачалося на утримання кінноти для охорони Кілікії, а решта 360 надходили до царя. Єгипет платив 700 талантів,забезпечити 120 000 мір зерна, не включаючи доходів за вилов з Мерідового озера. Вавилонія сплачувала 1000 талантів, 800 жеребців і 16 тис. кобил. Загальна сума всіх податків, які щорічно надходили до скарбниці, становила 14 560 талантів.
Ахеменіди, можливо, були першим урядом на стародавньому Близькому Сході, який зареєстрував приватний продаж рабів та оподаткував його, використовуючи ранню форму податку з продажу.
Господарство переважно залишалося натуральним. Головну роль відігравало сільське господарство. Уся земля, що оброблювалася, була точно виміряна, і найкраща її частина опинилася у розпорядженні царя царів. Значні масиви земель належали храмам, торговим будинкам, військовій знаті, чиновникам царської та храмової адміністрації. Великі землевласники (особливо вавилонські храми) зазвичай здавали свої землі великими частинами в оренду, які, своєю чергою, здавали її в суборенду дрібними ділянками. Своєрідним «банком» сільськогосподарського кредиту був дім Мурашу, саме він брав в оренду великі ділянки землі, які здавав в суборенду.
Для обробки землі крім рабів широко використовувалася також праця найманих працівників. Переважно основою землеробства було, штучне зрошення. У старих культурних областях Передньої Азії поряд з працею общинників в широких обсягах застосовувалася праця рабів, яких стосовно вільних було відносно невеликим. Боргове рабство не набуло поширення, також існували раби-військовополонені (курташ). В областях від Персії до Согдіани землеробською працею були зайняті переважно вільні особи. У степових районах головним заняттям було скотарство.
Широке поширення, особливо у Вавилонії, набуває система землекористування, яка називалася хатру («округ») і являла собою систему наділів, наданих державою групі воїнів, що колективно обробляли землю. Організація хатру почала складатися під час царювання Камбіза II. Її розширення, ймовірно, відбулося після повстання вавилонян при Ксерксі I, коли частина землі вавилонських храмів була конфіскована і роздана воїнам, серед яких, судячи з джерел, були як вавилоняни та іранці, так і представники інших народів (арамеї, єгиптяни, іудеї, лідійці, сакі, індійці). Надалі дроблення наділів між спадкоємцями та необхідність сплачувати податки у грошовій формі, що призводила до залежності від лихварів, сприяла розоренню цих військових колоністів.
Було широко поширене ремісниче виробництво, окремі області мали власну спеціалізацію. Міста і храми-міські громади з зосередженим в них ремеслом були головним чином в Вавилонії, насамперед Вавилон, Сирії і Палестині, Фінікії і Малій Азії — грецькі міста. Всі ці міста були одночасно центрами торгівлі.
Разом з тим утворення єдиною торгівельного ринку від Егейського до Аравійського морів, від Єгипту до Согдіани сприяло розвитку економіки. Було встановлено пряму торгівлю з Індією та Аравією. Для економічного зміцнення було впроваджено золоту монету — заріг (у давніх греків відомий як дарік) з 95,83% золота і вагою 8,385 г. Останній був першою золотою монетою, яка разом зі сіклем з 90% чистого срібла та вагою 5,56 г (у давніх греків відомий як сиглос) запровадила біметалічний грошовий стандарт Ахеменідів. 1 заріг (дарік) становив 20 сіклів.
Поліпшенню торгівлі сприяла 2500-кілометрова  мережа шляхів в Малій Азії, Вавилонії, Персії та Мідії, важливими частинами якої були Царська дорога з Сард до Суз і Хорасанський шлях від портів Нижньої Вавилонії до Мараканди і Кірополя. Перси в цей час досягли значної майстерності у прокладанні шляхів, якими користувалися наступні держави від Селевкідів до Аббасидів включно. Порти вздовж Перської затоки та в Суецькому каналі, що з'єднував Червоне море з Нілом, який наказав викопати Дарій I, відігравали важливу роль у морській торгівлі. Вавилон став осередком внутрішньої торгівлі із західними провінціями Малої Азії, Фінікії, Палестини і Єгипту, провінціями, розташованими на півдні і на сході перської імперії. Вавилонський торговий дім Егібі відігравав першорядну роль в торгівлі з Еламом та Мідією.
З Еламу йшли раби, Вивалонії — продукція сільського господарства, вовняний одяг, у малоазійських сатрапіях виготовляли фарби, займалися виноробством, добували залізо, мідь, олово, Єгипту та Сирії — хліб, скло, галун, предмети розкоші з золота, слонової кістки і ебенового дерева, Фінікії — риба й кедр, Согдіана і Бактрія поставляли ляпіс-лазур, з Хорасміі приходила бірюза.
З Індії надходили слонова кістка і ароматичні масла, з давньогрецьких полісів на Балканах завозилися оливкова олія, вина та кераміка.

## Військова справа
Основу становила сухопутна армія, що складалася з піхоти та кінноти. Перська кіннота відігравала вирішальну роль у завоюванні народів і зберігала своє значення в армії Ахеменідів до останніх днів Ахеменідської імперії. Кіннота була поділена на чотири групи: лучники на колісницях, кінна кіннота, верблюджа кіннота та бойові слони. У пізніші роки Ахеменідської імперії лучник на колісницях став лише церемоніальною частиною перської армії, проте в перші роки імперії його використання було широким. Лучники на колісницях були озброєні списами, луками, стрілами, мечами та лускатими обладунками. Коні також були одягнені в лускаті обладунки, подібні до лускатих обладунків сасанидських катафрактів. Колісниці містили імперські символи та прикраси. Коні, яких Ахеменіди використовували для кавалерії, часто були одягнені в лускаті обладунки, як і більшість кавалерійських підрозділів. Вершники часто мали ті ж обладунки, що й піхотні підрозділи: плетені щити, короткі списи, мечі або великі кинджали, лук і стріли, а також лускаті обладунки. Верблюджа кіннота відрізнялася, оскільки верблюди, а іноді й вершники, отримували слабкий захист від ворогів, проте коли їм пропонували захист, вони мали списи, мечі, лук, стріли та лускаті обладунки. Верблюджа кіннота вперше була введена до складу перської армії Киром II. Слон, найімовірніше, був введений до складу перської армії Дарієм I після його завоювання долини Інду. Слони, можливо, використовувалися в грецьких кампаніях Дарієм I та Ксерксом I. В подальшому значення слонів в ахеменідській армії знижувалося. За часів Дарія III їх практично не застосовували. 
Піхота складалася з безсмертних (царська гвардія), спарабара (щитоносці) та такабара (легка піхота), пізніші роки створено ще одним вид піхоти — кардаки (грецькі найманці).  «Безсмертні» були важкою піхотою, яка постійно трималася в чисельності рівно 10 000 осіб. Вони мали плетені щити, короткі списи, мечі або великі кинджали, а також лук і стріли. Під одягом вони носили лускаті обладунки. Противаги списів у простих солдатів були срібними; для розрізнення командних рангів, наконечники списів командирів були золотими. Спарабари зазвичай першими вступали в рукопашний бій з ворогом, утворюючи стіну з щитів. Спарабари були взяті з числа повноправних членів перського суспільства, з дитинства навчалися бути солдатами, а коли їх не викликали до походів у далекі землі, вони полювали на безкрайніх рівнинах Персії. Підч ас миру в державі спарабари поверталися до нормального життя, обробляючи землю та випасаючи свої стада. Через це їм бракувало справжніх професійних якостей на полі бою, проте вони були добре навчені та сміливі, настільки, що в більшості ситуацій утримували лінію фронту достатньо довго для контратаки. Вони були обладунки з стьобаного полотна та носили великі прямокутні плетені щити як форму легкого маневреного захисту. Озброєні були довгими 2-метровими списами. Втім спарабари не могли протидіяти важкоброньованим супротивникам, таких як гопліти. Плетені щити могли ефективно зупиняти стріли, але були недостатньо сильними, щоб захистити спарабара від списів. Такабара належав до виду пельтастів. Вони, як правило, воювали власною зброєю, яка включала легкий плетений щит у формі півмісяця та сокири, а також легку лляну тканину та шкіру. Кардаки зазвичай формувалися у грецьких найманців, були важкою піхотою, що увійшла до складу ахеменідського війська з часів Артаксеркса III. 
Піхота і кіннота мали десятичну систему військових підрозділів: 5, 10, 20, 100, 1000 і 10000 вояків.  
Флот надавався залежними народами: фінікійцями, греками Малої Азії та Кіпру, єгиптянами. За допомоги фінікійців було створено флот у Перській затоці. Перси також мали кораблі місткістю від 100 до 200 вояків, що патрулювали різні річки, включаючи Карун, Тигр і Ніл на заході, а також Інд. Флот Ахеменідів створив бази вздовж Каруна, а також у Бахрейні, Омані та Ємені. Перський флот використовувався не лише для підтримання миру вздовж Каруна, але й відкрив шлях до торгівлі з Індією через Перську затоку. Артаксеркс II також використав свій флот, щоб пізніше придушити повстання в Єгипті.
Деякі броньовані ахеменідські кораблі мали металеві леза спереду, часто призначені для розсікання ворожих кораблів, використовуючи інерцію корабля. Військово-морські кораблі також були оснащені гаками збоку, щоб хапати ворожі кораблі або вести переговори про їхню позицію. Кораблі рухалися за допомогою вітрил або людської сили. Кораблі були оснащені двома мангонелями (примітивними требушетами), які запускали снаряди, такі як каміння або легкозаймисті речовини.
Перси також використовували судна для спорудження великих мостів. Ксенофонт описує масивний військовий міст, створений шляхом з'єднання 37 перських кораблів через річку Тигр. Перси використовували плавучість кожного човна для підтримки з'єднаного мосту, над яким можна було перевозити постачання. Геродот також наводить багато розповідей про те, як перси використовували кораблі для будівництва мостів. Дарій I під час скіфського походу переправився через Босфор, використовуючи величезний міст, побудований зі з'єднання човнів, а потім підійшов до Дунаю, перетнувши його за допомогою другого човнового мосту. Подібний човновий міст був побудований Ксерксом I під час його вторгнення в Грецію. Перший будо зруйновано бурею, за що цар наказав відшмагати море. Лиде другий подібний міст встояв.

## Вірування
Релігійна терпимість була описана як «визначна риса» Ахеменідської імперії. Старий Завіт повідомляє, що перський цар Кір II звільнив юдейський нарід з вавилонського полону у 539–530 роках до нашої ери та дозволив їм повернутися на батьківщину.
Саме в період Ахеменідів зороастризм став визначальним елементом перської культури. Офіційними жрецами зороастризму стали маги (одне з мідійських племен), який мали цей статус ще за Мідійського царства. При цьому у простолюдинів окрім усього зберігалися вірування власних народів та племен. 
Релігія ахеменідських царів по суті не була вченням зороастризму, а була синкретичним політеїстичним віруванням, яке зазнало впливу зороастризмуі в той же час включало шанування традиційних індоіранських богів — маздаїзму (виражене в більшому шануванні бога Ахура-Мазди). Зороастризм у зміненому варіанті (поєднанні з маздаїзмом і мітраїзмом) було перейнято у Мідії. після захоплення Бактрійського кавійства перси стикнулися з природнім, чистим зороастризмом, що надало новий поштовх його поширення в імперії.
Перський похоронний обряд поєднував традиційні поховання в могилах, зороастрійський звичай оссуаріїв (поховання у дахмі, де їх їли собаки й птахи, а кістки потім складали у спеціальні сховища — оссуарії) і царський тип скельних гробниць. Також для іранізації використовували змішані шлюби аристократів, навчання дітей місцевої знаті, імперське мистецтво.
Релігія не лише супроводжувалася формалізацією концепцій та божеств традиційного перського пантеону, але й запровадила кілька нових ідей, включаючи ідею вільної волі. Бероз і Геродот стверджували, що перси не знали жодних зображень богів, доки Артаксеркс II не встановив ці зображення. 
Мітра був шанованим в імперії; його храми та символи були найпоширенішими, більшість людей носили імена, пов'язані з ним, і більшість свят були присвячені йому.

## Культура
Перський спосіб життя полягав у дотриманні офіційного церемоніалу (святкування Навруза, призначення спадкоємця, традиції подарунків), зовнішній вигляд (головний убір, тип одягу, ювелірні прикраси), придворний етикет (спосіб звернення до царя, знання свого соціального становища в суворій ієрархічній системі), придворні розваги (полювання, бенкети та музикування). Цей спосіб життя було активно задіяно у процесах іранізації місцевих еліт, оскільки був репрезентативним елементом офіційної культури Ахеменідів. Центром іранізації були резиденції сатрапій, великі міста.  
Найвизначнішим літературним твором ахеменідського є «Авеста», джерела яких мають усні традиції (наски) царств Бактрії і Дрангіани (значна частина, насамперед Чихрдад-наск, була ймовірно складена за часів каві (жерця-царя) Віштаспи). В її багатоплановому сюжеті виділяються тісно переплетені між собою міфологія та героїчний епос. При цьому бактрійські каві-герої в результаті «культурної приватизації» стали перськими: так Усан став Кей-Кавусом, Хаушрава — Кей-Хосровим, Франграсьян — Афрасіябом. Ці герої стали загальноіранськими. В «Авесті» присутні також казкові й байкові елементи. В державних та суспільних традиціях знайшли відбиток вавилонських та еламітських звичаїв. Так, релігійна формула перських написів «З волі Ахурамазди» нагадує вавилонські формули. Навіть у проскінезі (вітанні царя поклоном до землі з наступним цілуванням ноги) деякі дослідники бачать відображення вавилонських культурних традицій.
На межі VI-V ст. до н. оформляються визначальні риси мистецтва епохи Ахеменідів: найсуворіша канонізація, що досягає навіть монотонності, прагнення до абсолютної симетрії, дзеркальна побудова тих самих сцен, трафаретність фігур. Мистецтво Ахеменідів включає фризові рельєфи, металеві вироби, такі як Амудар'їнський скарб, оздоблення палаців, кладку з глазурованої цегли, вишукану майстерність (кам'яну, теслярську тощо) та садівництво. Хоча перси залучали художників з їхніми стилями та техніками з усіх куточків своєї імперії, вони не просто створили поєднання стилів, а синтез нового унікального перського стилю. Велику цінність представляють фрагменти монументального живопису, що збереглися, з палацу Артаксеркса II в Сузах, що стилістично слідують класичній традиції епохи Дарія I і Ксеркса I. Ахеменідськими пам'ятки провінційними монументального живопису представлені розписи в Еребуні у сатрапії Вірменія, Дахан-і Голейман — у сатрапії Дрангіана та Татарли — у сатрапії Фрігія. Розписи прикрашали не лише інтер'єри, а й екстер'єри палаців. Вони наносилися по сухому на оштукатурені стіни з цегли сирцю. Крім того, декоративні фризи оформляли дверні отвори. Ймовірно, аналогічно рельєфам розпису мали фризоподібну композицію. Живопис внутрішнього простору палаців суттєво не відрізнявся від розпису фасадів. Живопис зображував сцени, що уславлювали могутність царської династії та багатство її володінь. Крім цього, важливим джерелом мотивів та композиційних схем є мистецтво малих форм, особливо давньоперська гліптика. Зокрема, провінційні розписи ілюструють сцени полювання та битв.
Колорит монументального живопису Ахеменідів вирізняється особливою яскравістю. композицій. Хімічний аналіз фарб показав, що у столичних та провінційних розписах використовувався загальний набір мінеральних пігментів, заснований на кіноварі та гематиті (червоний колір), єгипетському синьому, азуриті та кобальті (синій колір), малахіті (зелений колір), охрі (жовтий і коричневий кольори), кальциті (білий колір) та вугіллі (чорний колір). Крім того, в найбільш вишуканих розписах царських палаців використовували позолоту для створення особливих візуально-оптичних ефектів. 
Найвідомішими були мідійська, месопотамська (вавилонська), єгипетська та східногрецька (іонійська) шкіли живопису, які славилися своїми мальовничими традиціями. Згідно з будівельним написом царя Дарія I із Суз  мальовнича декорація стін палацу була виконана мідійцями та єгиптянами, а матеріали доставлені з Іонії. Згідно Геродоту давньогрецькі майстри з Малої Азії брали участь у створенні розписів, що зображують Дарія I на троні і переправу перського війська через Босфор.

### Архітектура
Одним із головних досягнень класичної давньоперської архітектури є типологія палацу аудієнцій (ападани). Типологія останнього вплинула на архітектуру житлових палаців Ахеменідів. Зокрема, палац «Хадіш» Ксеркса I в Персеполісі повторює в зменшеному вигляді ападану. При цьому «Хадіш» не має бокових портиків. Їхнє місце займають внутрішні кімнати, серед яких виділяються квадратні в плані чотириколонні приміщення.
Архітектура включала великі міста, храми, палаци та мавзолеї, такі як гробниця Кира у Пасаргадах, Сузький палац, царський комплекс Персеполіса, Накш-і-Рустам. Квінтесенцією перської архітектури була її еклектична природа з елементами мідійської, ассирійської та азійської грецької архітектури, які поєднували в собі унікальну перську ідентичність, що проглядалася в готових виробах. Її вплив пронизує регіони, якими правили Ахеменіди, від узбережжя Середземного моря до Індії, особливо з акцентом на монументальному кам'яному дизайні та садах, розділених водними шляхами.
Одним із найвизначніших зразків як ахеменідської архітектури, так і мистецтва є величний палац Персеполіса, його детальна обробка та грандіозний масштаб.

## Царі Персії з династії Ахеменідів

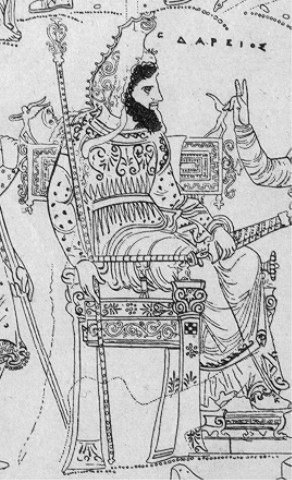
Дарій I Великий

В історичній традиції ахеменідських царів прийнято називати грецькими варіантами їх імен. У списку окрім цих загальноприйнятих елінізованих форм приведені оригінальні перські імена.
1. Ахемен — Ахаманіш (Haxāmaniš) ???—675 до н. е.
2. Теісп — Джішпіш (Jišpiš) 675—640 до н. е.
3. Кір I — Куруш I (Kuruš I) 640—580 до н. е.
4. Камбіз I — Камбуджія I (Kambujiya I) 580—559 до н. е.
5. Кір II — Куруш II (Kuruš II) 559—530 до н. е., засновник Перської імперії, вбитий Массагетами в бою.
6. Камбіз II — Камбуджія II (Kambujiya II) 530—522 до н. е., покінчив життя самогубством.
7. Дарій I — Дараявахуш I (Dārayavahuš I) 522—486 до н. е.
8. Ксеркс I — Хашаярша I (Xašayārša I) 486—464 до н. е.
9. Артаксеркс I — Артахшатра I (Artaxšaçrā I) 464—424 до н. е.
10. Ксеркс II — Хашаярша II (Xšayārša II) 424 до н. е.
11. Согдіан — Согдьяна (Sogdyāna) 6 місяців 423 до н. е.
12. Дарій II — Дараявахуш II (Dārayavahuš II) 423—404 до н. е.
13. Артаксеркс II — Артахшатра II (Artaxšaçrā II) 404-358 до н. е.
14. Артаксеркс III — Артахшатра III (Artaxšaçrā III) 358—337 до н. е.
15. Артаксеркс IV — Артахшатра IV (Artaxšaçrā IV) 337-335 до н. е.
16. Дарій III — Дараявахуш II (Dārayavahuš II) 335—330 до н. е., вбитий Бєссом, що посів його місце.
17. Артаксеркс V Бєсс — Артахшатра V (Artaxšaçrā V) 330—329 до н. е., розіп'ятий.

329 року до н. е. Перська імперія була остаточно завойована Александром III Великим (Македонським) і припинила існування.

## Сатрапи і правителі Персії
- Багой, тіньовий правитель держави при Артаксерксах III і IV
- Мазей, сатрап Кілікії і Вавилону в 360 — 328 до н. е.

## Мапи імперії

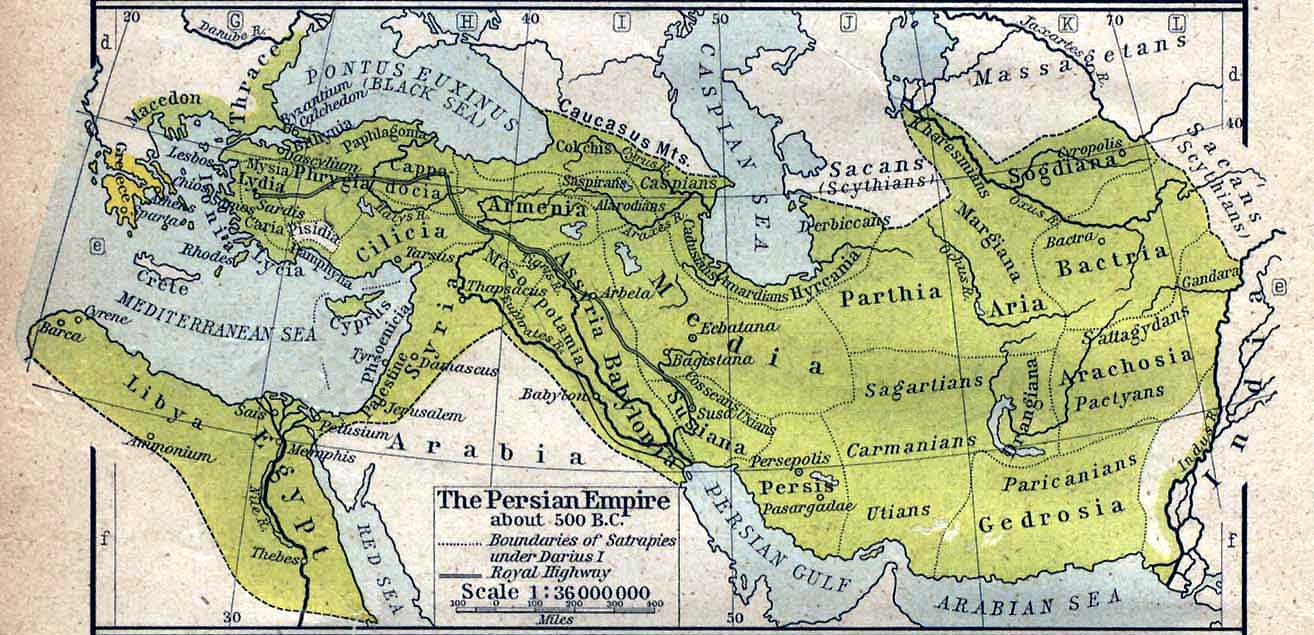
Перська імперія у 500 до н. е.
Мапа розширення теренів імперії

## Галерея

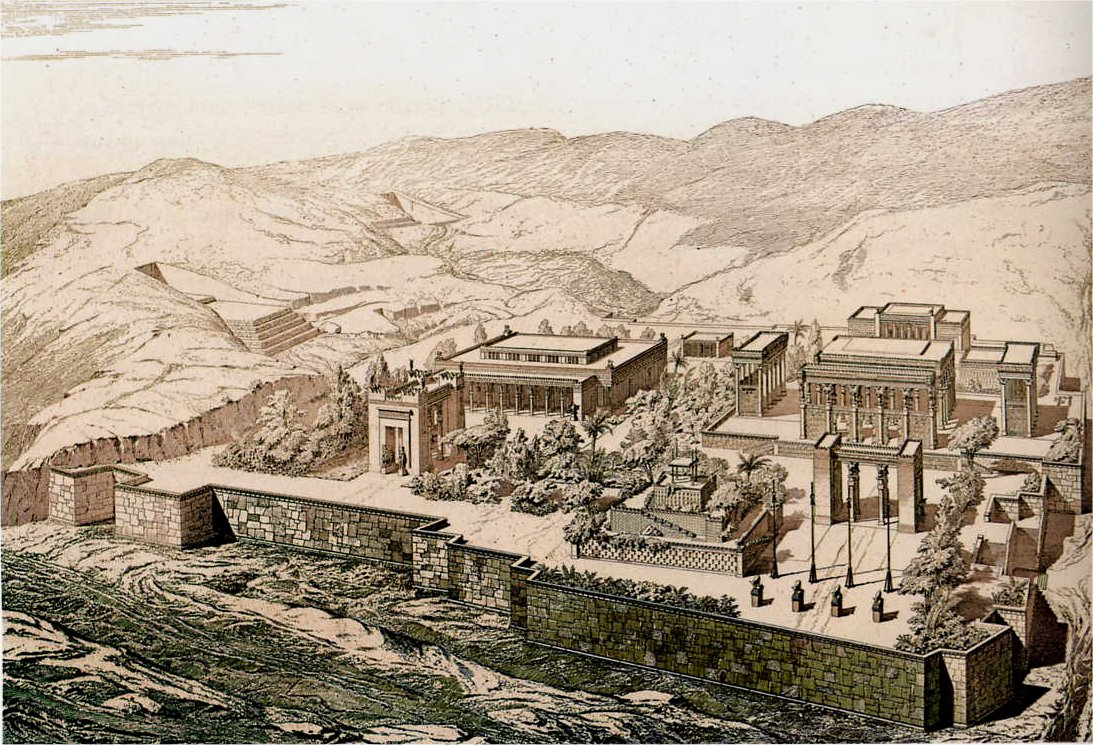
Реконструкция Персеполя
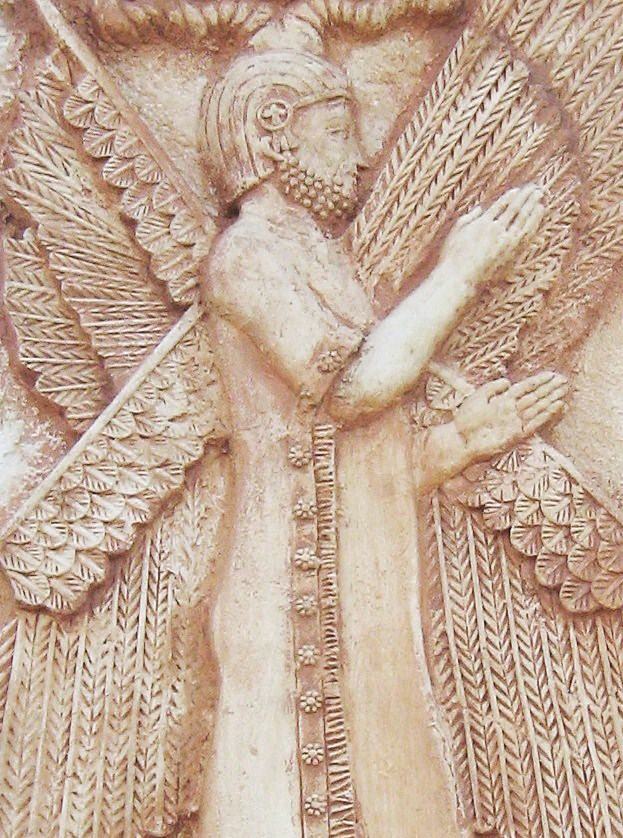
Рельєф Кіра Великого
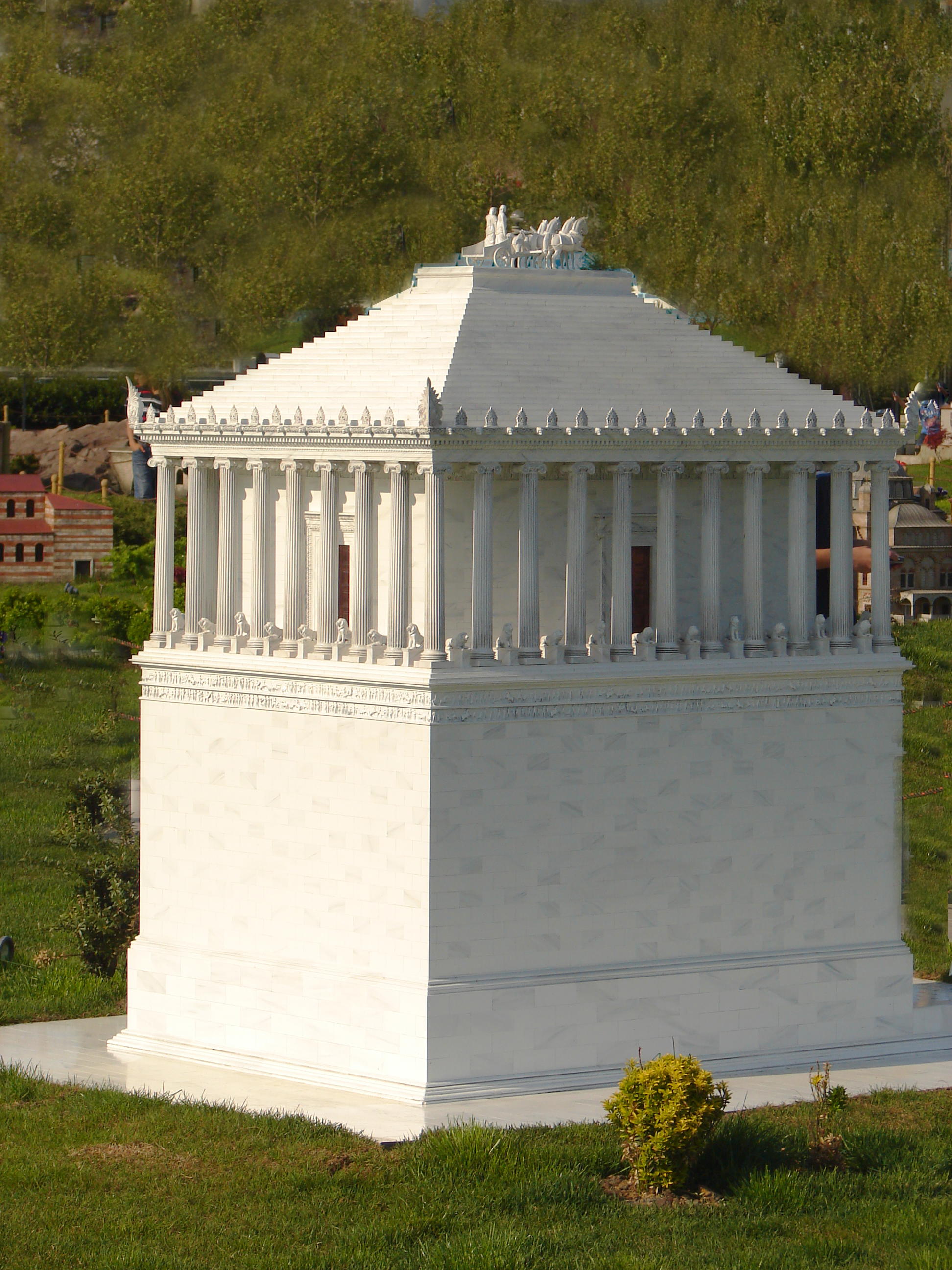
Реконструкція Галікарнаського мавзолею — одного з семи див світу, сатрапія Карія
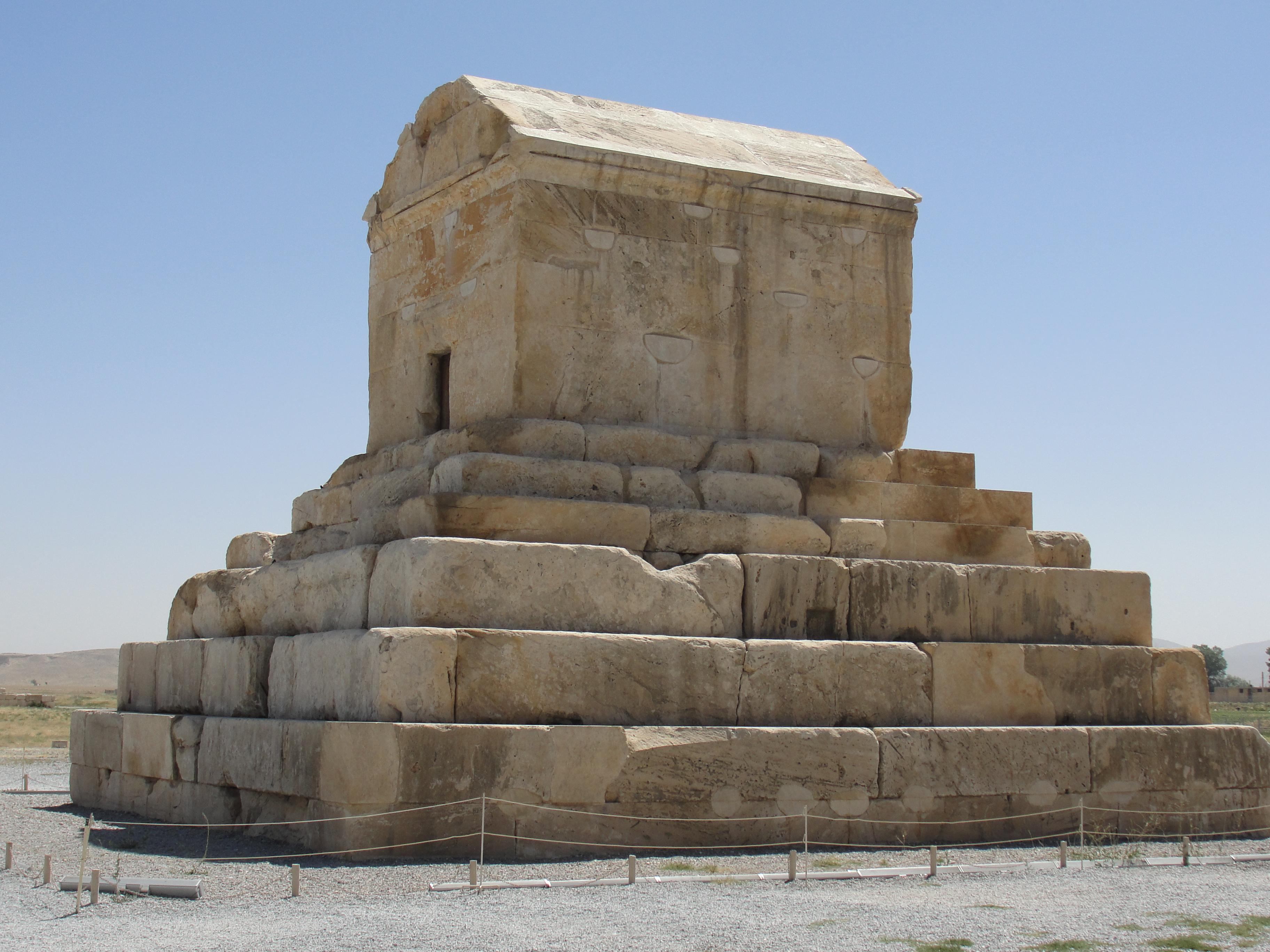
Могила Кіра Великого — засновника імперії
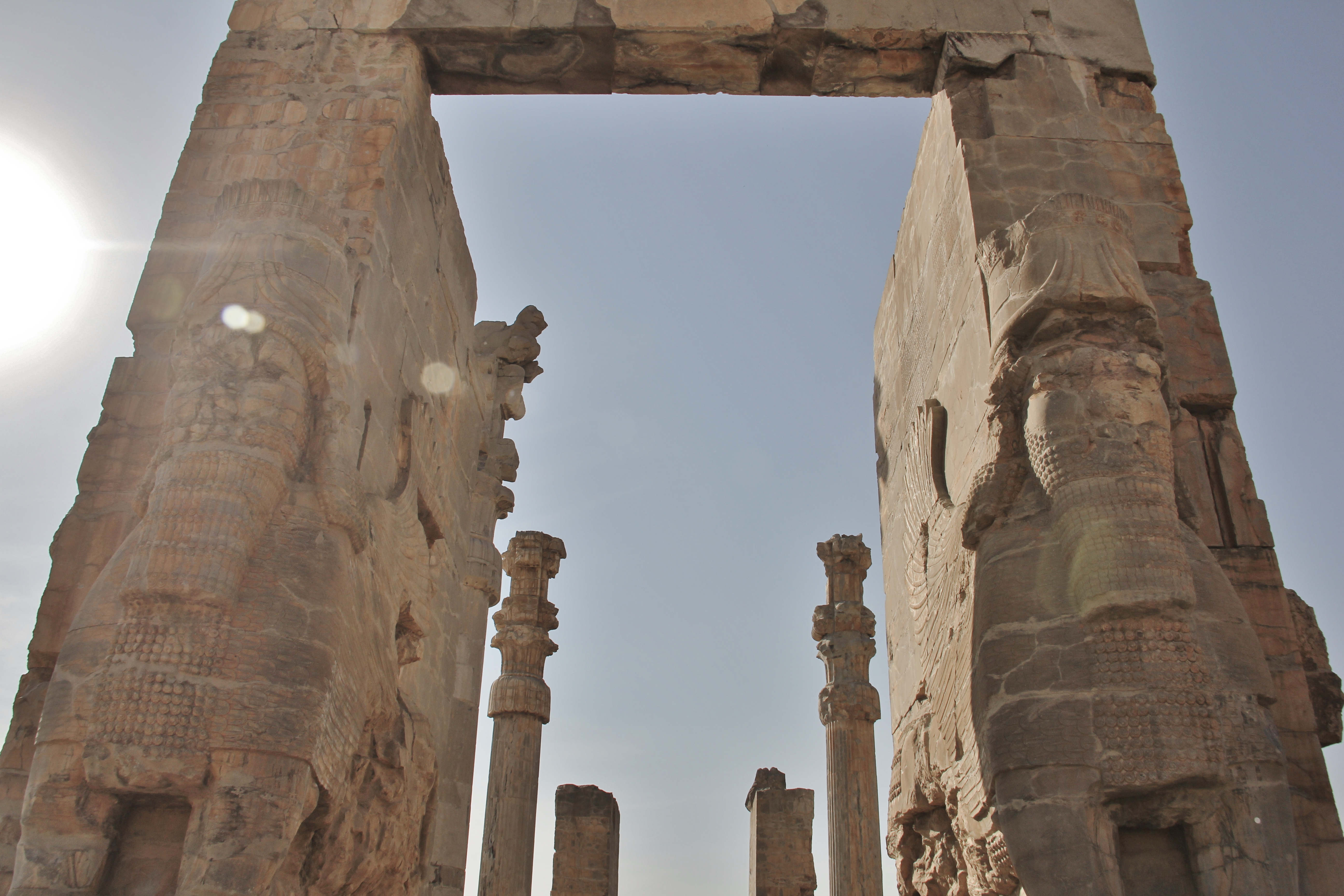
Ворота всіх народів, Персеполь
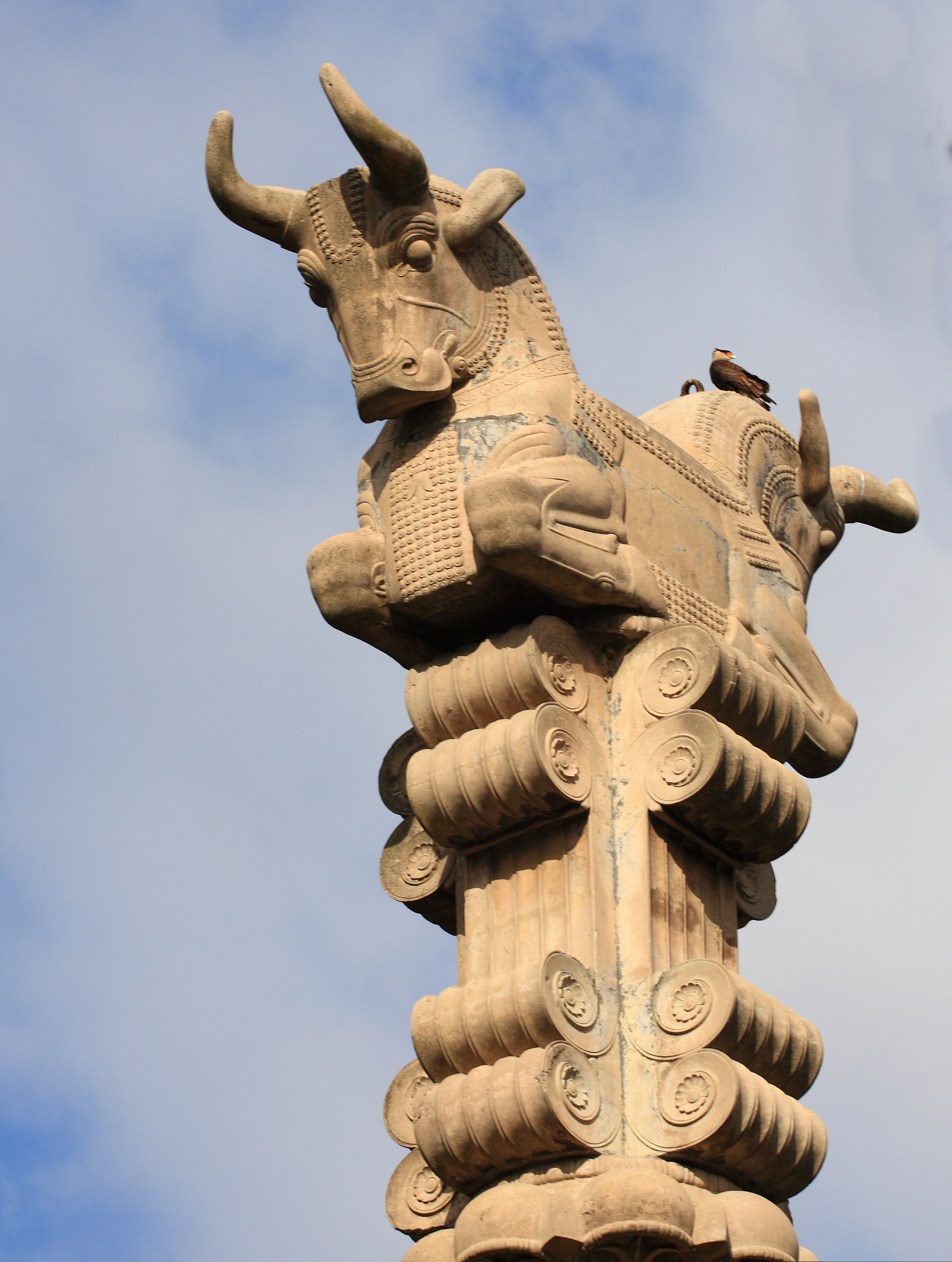
Добре збережена перська колона чудово відображає вишуканий стиль Персеполя
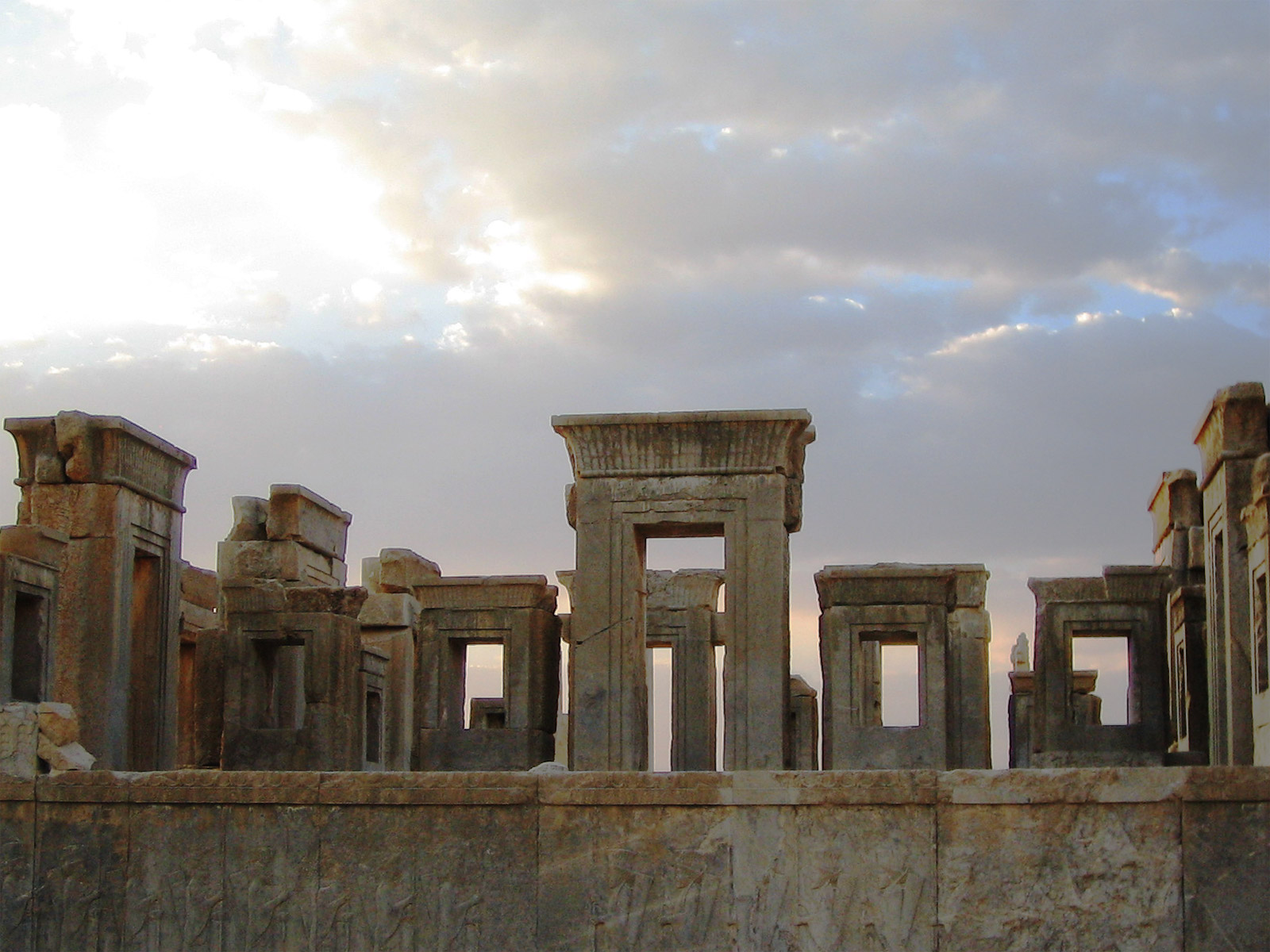
Руїни Персеполя
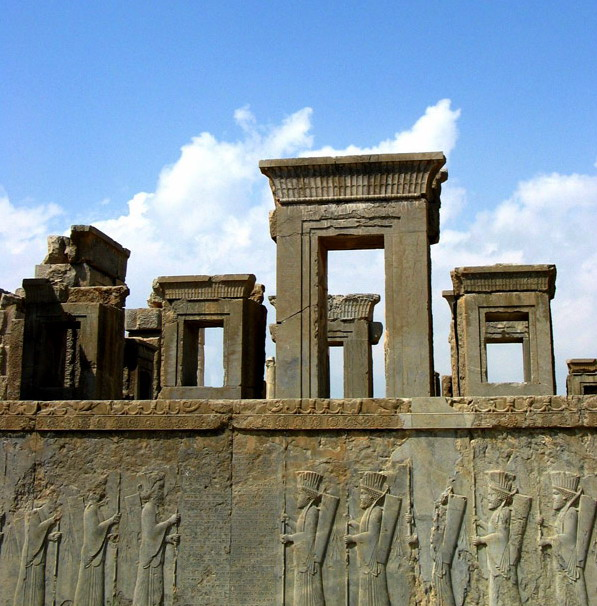
Руїни тронної зали
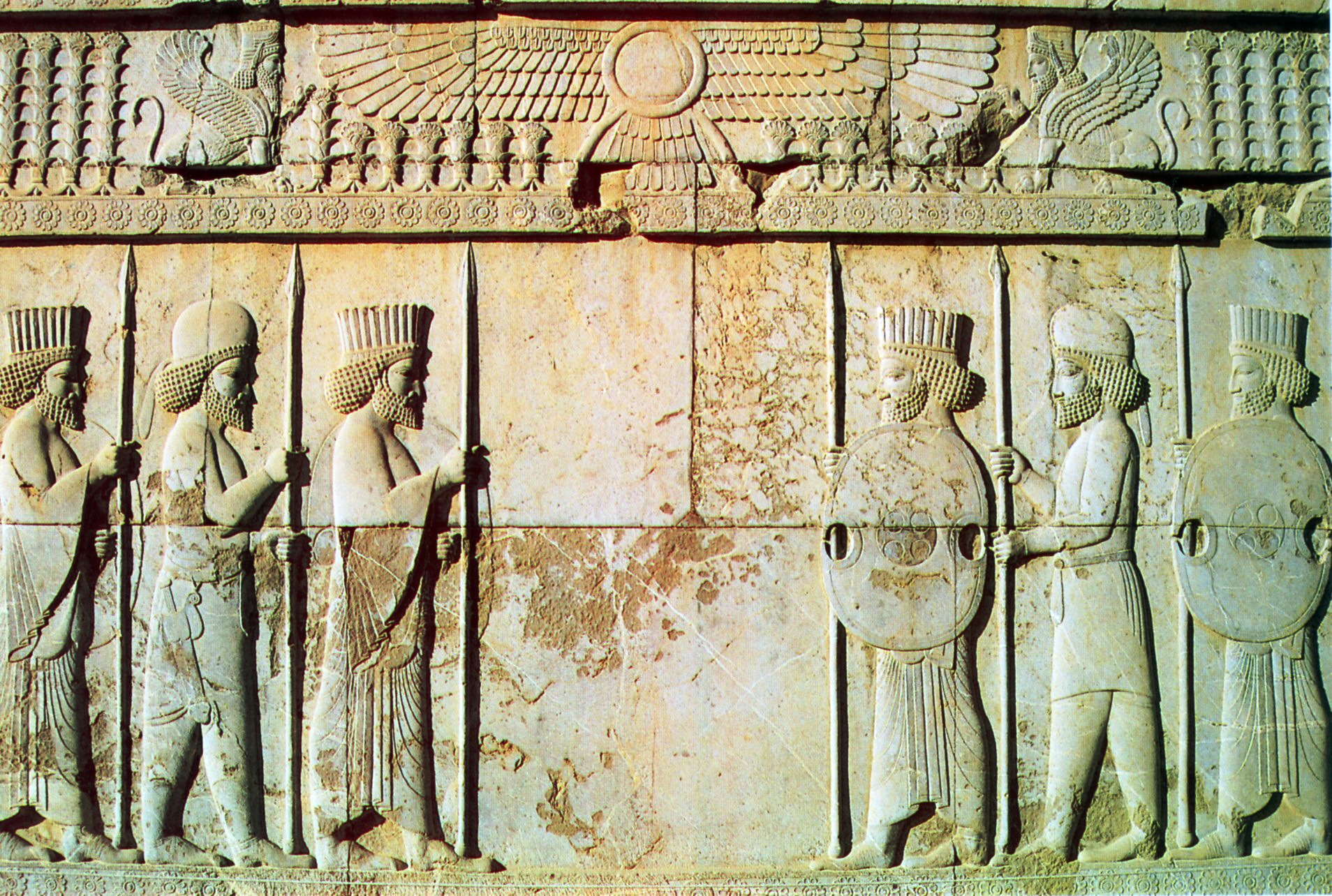
Зала Ападана, перські та мідійські воїни в Персеполі
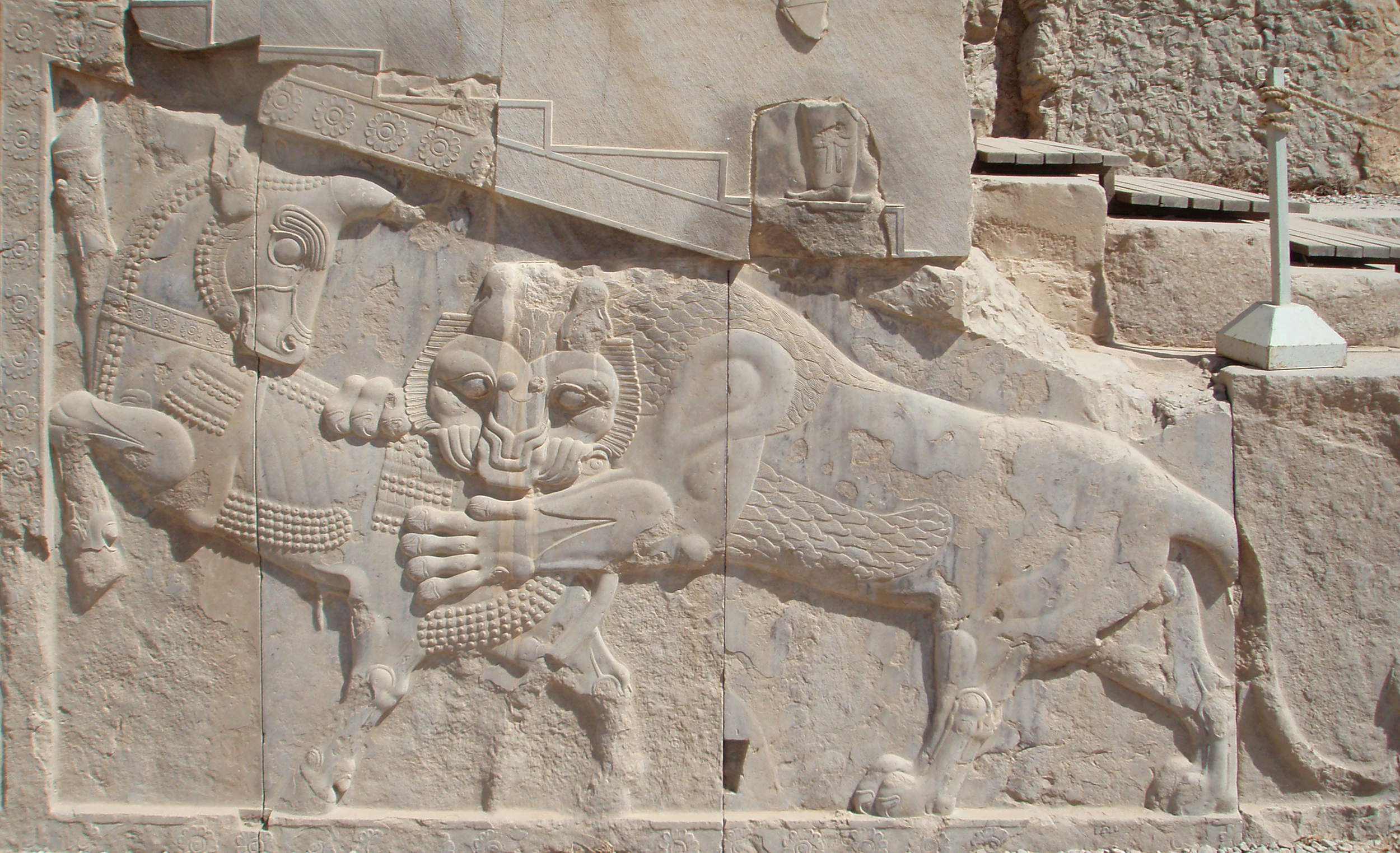
Зороастрійський навруз
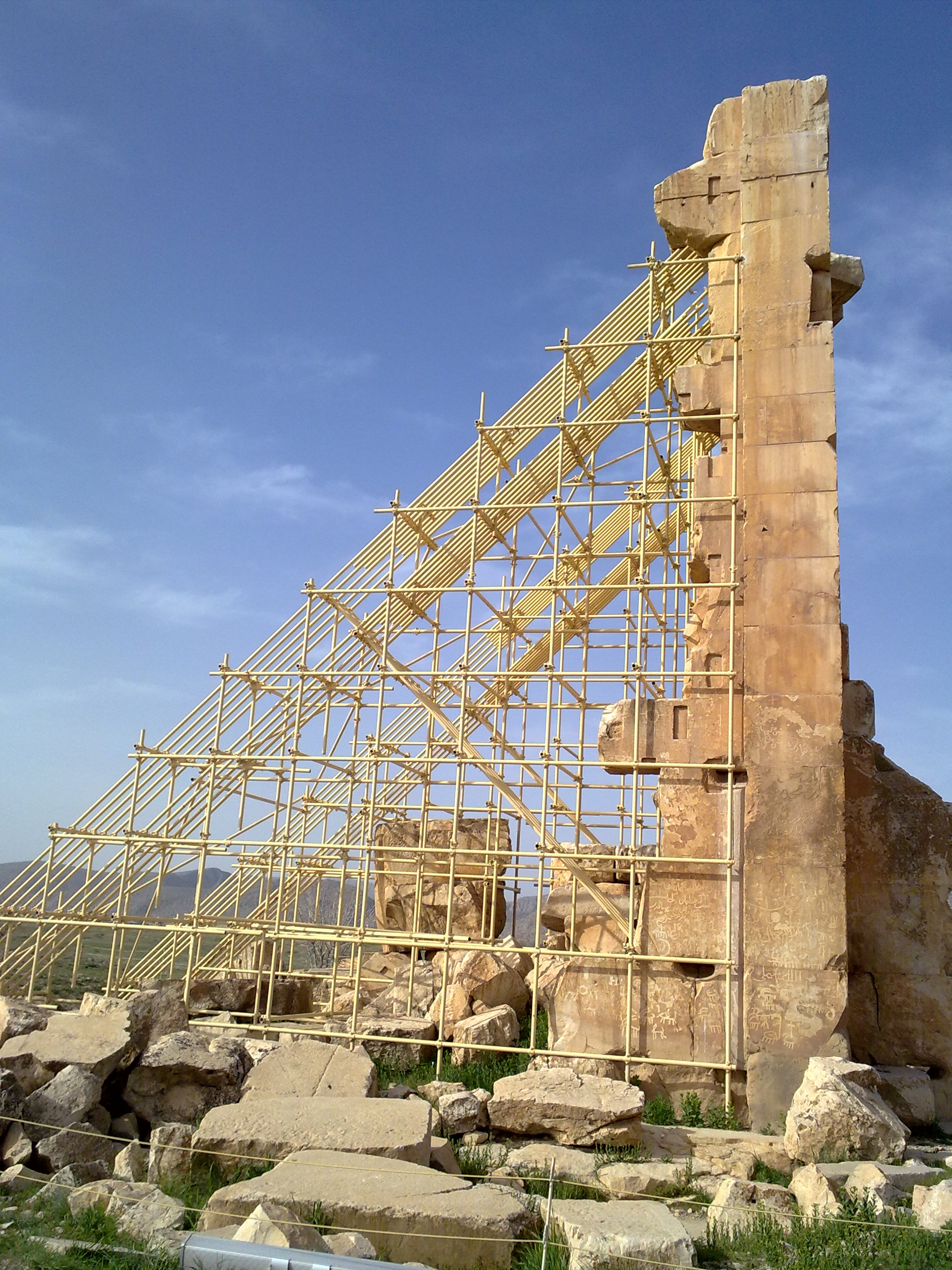
Могила Камбіса I, Пасаргади
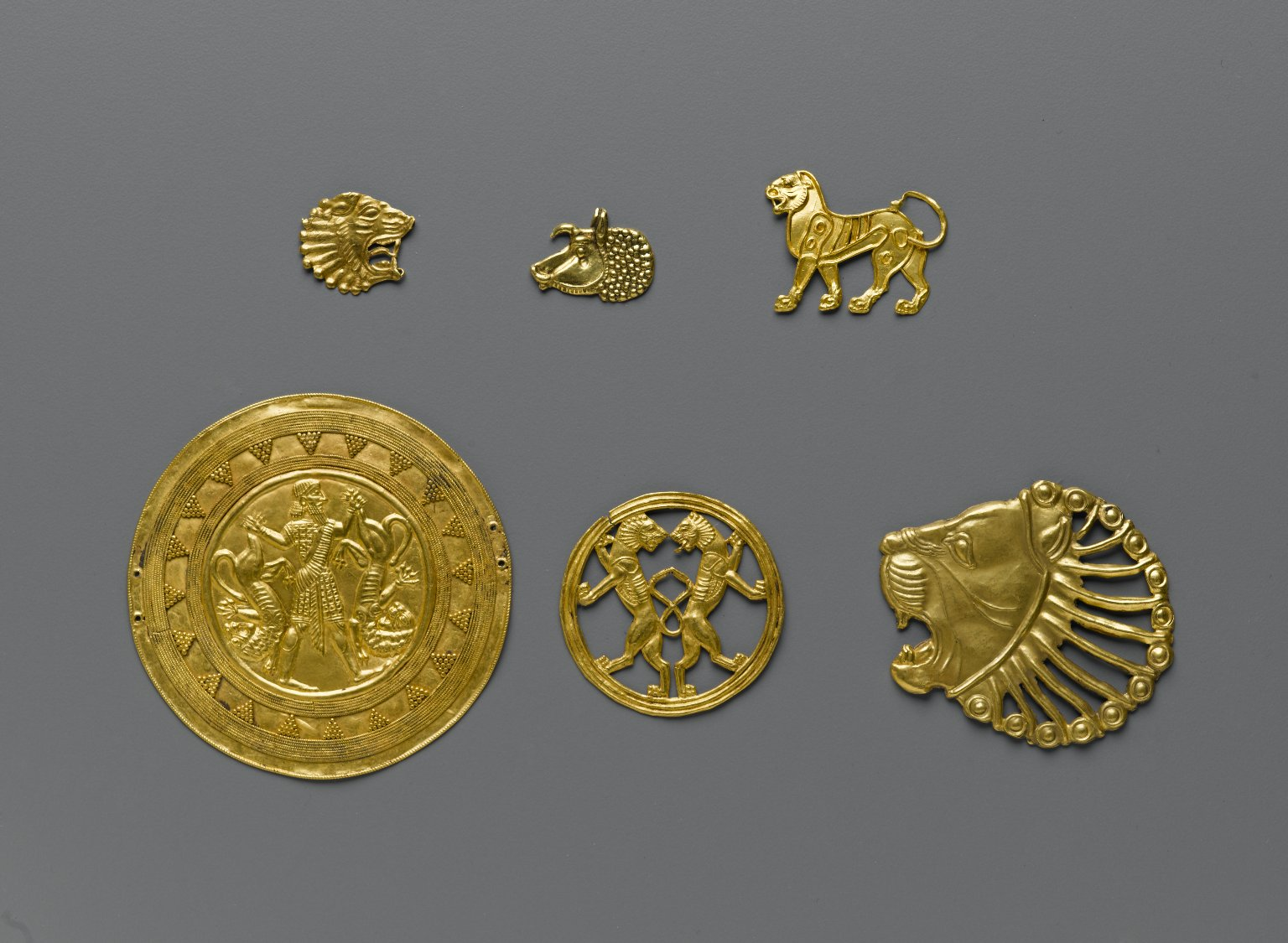
Ахеменідські золоті прикраси, 5  ст. до н. е., Бруклінський музей
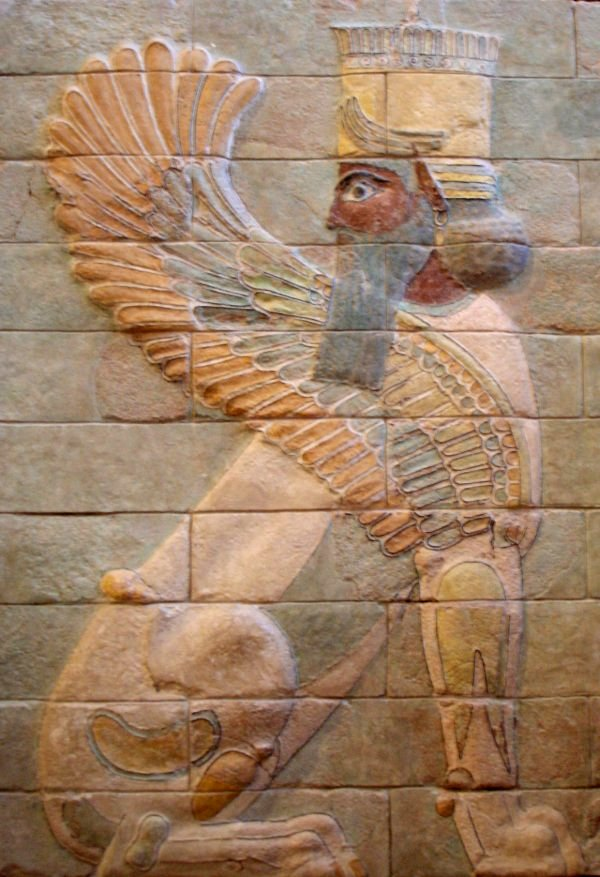
Крилатий сфінкс із палацу Дарія в Сузі, Лувр
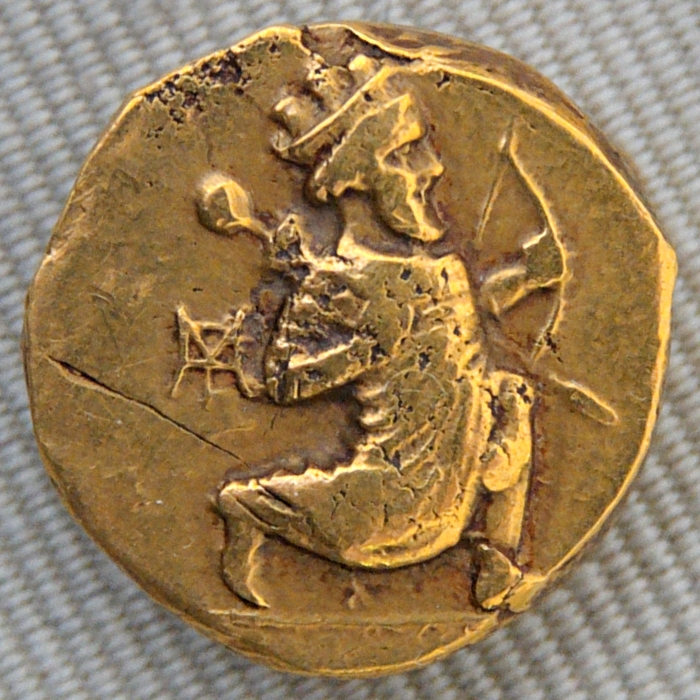
Подвійний дарік Артаксеркса II, Вавилон, бл. 330–300 рр. до н. е., Кабінет медалей Національної бібліотеки Франції
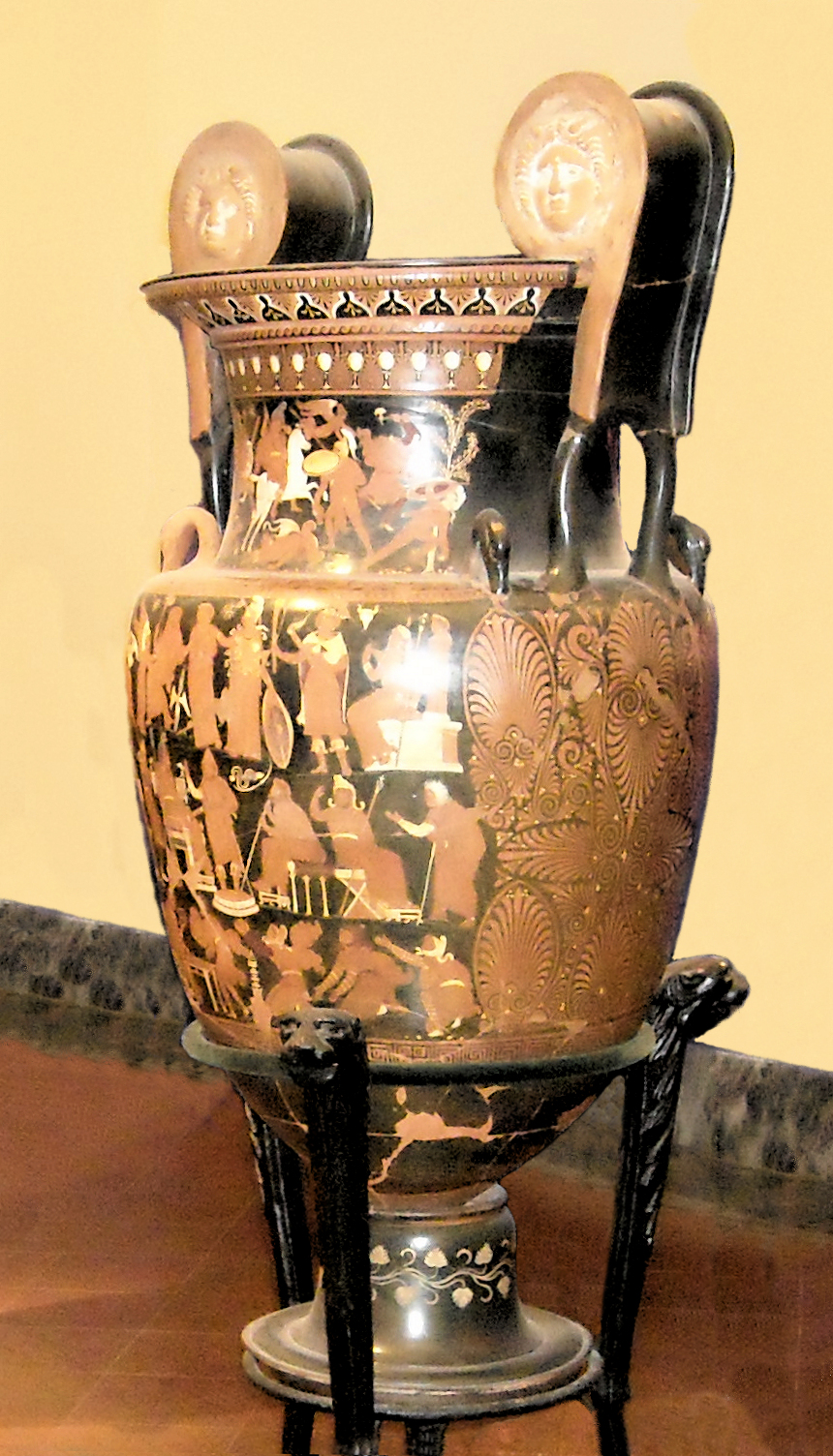
"Ваза Дарія" в Археологічному музеї Неаполя (340-320 рр. до н. е.)